# Neal Stephenson
Neal Stephenson (* 31. října 1959 ve Fort Meade, Maryland, USA) je americký spisovatel. Jeho beletristická díla bývají řazena do rozličných kategorií, od kyberpunku, přes historické romány, science fiction až po postkyberpunk. Některé knihy mu vyšly pod pseudonymem Stephen Bury.
Ve svých knihách se zabývá matematikou, kryptografií, filozofií, měnami a historií vědy. Mimo to píše i nebeletristické články o technologii pro různé časopisy, například Wired, a dřív pracoval na částečný úvazek jako poradce pro firmu Blue Origin, která vyvíjí suborbitální kosmickou stanici.

## Život
Narodil se ve městě Fort Meade v americkém státě Marylandu. Pochází z rodiny techniků a vědců. Jeho otec je profesorem elektrotechniky a dědeček z otcovy strany býval učitelem fyziky; jeho matka pracuje v biochemické laboratoři, tchán byl profesorem biochemie. V roce 1960 se jeho rodina přestěhovala do státu Illinois a posléze v roce 1966 do Iowy, kde vystudoval střední školu. Své vzdělání dokončil na Bostonské univerzitě. Nejprve se specializoval na fyziku, ale později se přeorientoval na geografii, protože při jejím studiu mohl trávit více času na univerzitním mainframu. Odpromoval v roce 1981 jako bakalář v geografii s vedlejším předmětem fyzikou. Od roku 1984 žije převážně na severozápadě Spojených států. Momentálně bydlí se svou rodinou v Seattlu.

## Literární tvorba
- The Big U (1984) (česky vyšlo jako Velké U) se při prvním vydání nesetkalo s přílišným ohlasem a po několika letech se přestalo vydávat, dokud Stephenson v roce 2001 nepovolil dotisk.
- Zodiac (1988) je ekothriller.
- Snow Crash (1992) (česky vyšlo jako Sníh) kombinuje v jedné knize memetiku, počítačové viry a jiná technická témata se sumerskou mytologií a rozborem politických ideologií, jako např. libertariánství, laissez faire či komunismu.
- Interface (1994) spolu s J. Frederickem Georgem jako „Stephenem Burym“
- The Diamond Age: or A Young Lady's Illustrated Primer (1995) (česky vyšlo jako Diamantový věk, obrázková čítanka pro urozené slečny) se věnuje budoucnosti s nanotechnologiemi a dynabooky.
- Cryptonomicon (1999) (česky vyšlo jako Kryptonomikon, Talpress 2006, Argo 2021 (předpokl. jaro)) je román zabývající se kryptoanalýzou a kryptografií od počátečních výzkumů, které prováděl Alan Turing v průběhu druhé světové války, až po moderní dobu. V některých zemích vyšla kniha jako tři samostatné svazky.
- The Baroque Cycle (česky Barokní cyklus) je série historických románů, které do jisté míry slouží i jako prequel ke Kryptonomikonu. Cyklus se skládá z osmi knih, které vyšly ve třech svazcích:
  1. Quicksilver (2003) (česky vyšlo jako Rtuť, Talpress 2008)
  2. The Confusion (2004) (česky jako Zmatení, Talpress 2017)
  3. The System of the World (2004)
- Anathem (2008) (česky Anatém, Talpress 2012) je spekulativní román odehrávající se ve světě podobném Zemi.
- Reamde (2011) je techno-thriller ze současnosti.
- Seveneves (2015) (česky Sedmeroev, Talpress 2018) je spekulativní sci-fi obsahující apokalyptický konec světa a dějově zahrnující pět tisíc let.
- The Rise and Fall of D.O.D.O. (2017) (česky Vzestup a pád agentury DODO) je sci-fi román napsaný společně s Nicole Gallandovou.
- Fall; or, Dodge in Hell (2019) je spekulativní román zabývající se přenosem mysli do cloudu, z perspektivy postavy Richarda Forthrasta (z knihy Reamde)
- Termination Shock (2021) – sci-fi román o světě v blízké budoucnosti, zmítaném následky globální změny klimatu
- Bomb Light cyklus
  - Polostan (2024, připravovaný)

## Nebeletristická díla
Píše i literaturu faktu. Jeho In The Beginning Was The Command Line je esej o operačních systémech, popisující mimo jiné historii Dosu, Windows, Linuxu a BeOSu a jejich vztahy mezi nimi. Esej se problematikou zajímá jak z kulturního, tak z technického hlediska a soustředí se zejména na vývoj grafických uživatelských rozhraní. Byla vydána jako kniha v roce 1999. Řada jiných Stephensonových esejí vyšla v časopise Wired.

### Seznam nebeletristických děl
- Smiley's people (1993)
- In the Kingdom of Mao Bell (1994)
- Mother Earth Mother Board (1996)
- Global Neighborhood Watch (1998)
- In the Beginning...was the Command Line (1999)
- Communication Prosthetics: Threat, or Menace? (2001)
- Turn On, Tune In, Veg Out (2005)
- It's All Geek To Me (2007)